# Ваканохана Масару
Данная статья о ёкодзуна № 66. О других Ваканохана см. Ваканохана
Масару Ваканохана (яп. 若乃花 勝 Wakanohana (III) Masaru), в просторечии Ваканохана, до мая 1993 года Вакаханада, настоящее имя Масару Ханада (花田 勝), родился 20 января 1971, в Сугинами (Токио), бывший борец сумо. Также известен как Ваканохана III. Ёкодзуна № 66. До января 2017 года оставался последним по дате присвоения титула борцом японского происхождения, ставшим ёкодзуной (его брат, Таканохана стал ёкодзуной раньше, но выступал дольше). В 2017 году ёкодзуной стал японец Кисэносато.
Дебютировал в марте 1988 года. В мае 1998 получил титул ёкодзуны. За свою карьеру 5 раз выигрывал Императорский кубок. В сентябре 1999 года получил серьёзную травму мышц бедра. В марте 2000 года, не до конца залечив травму, вернулся на ринг, но, потерпев несколько поражений, уже в мае решил закончить карьеру. После завершения карьеры он работал в качестве сумоиста на развлекательных выступлениях. Вскоре ушёл из спорта и открыл сеть национальных ресторанчиков.
Семья Ханада знаменита в мире сумо: отец, Таканохана Кэнси, был одзэки, дядя Ваканохана (I) (от которого наследована сикона) и брат Таканохана — ёкодзуна.

## Результаты
| Год в сумо | Январь Хацу басё, Токио                           | Март Хару басё, Осака             | Май Нацу басё, Токио                            | Июль Нагоя басё, Нагоя                            | Сентябрь Аки басё, Токио     | Ноябрь Кюсю басё, Фукуока                        |
| --- | ------------------------------------------------- | --------------------------------- | ----------------------------------------------- | ------------------------------------------------- | ---------------------------- | ------------------------------------------------ |
| 1988 | x                                                 | (Маэдзумо)                        | Дзёнокути #10 запада 7–0                        | Дзёнидан #47 востока 6–1                          | Сандаммэ #86 востока 6–1     | Сандаммэ #34 востока 7–0–P                       |
| 1989 | Макусита #22 востока 3–4                          | Макусита #28 запада 4–3           | Макусита #20 запада 4–3                         | Макусита #14 востока 5–2                          | Макусита #5 востока 3–4      | Макусита #9 востока 6–1                          |
| 1990 | Макусита #2 запада 4–3                            | Дзюрё #13 запада 9–6              | Дзюрё #8 запада 10–5                            | Дзюрё #2 востока 12–3                             | Маэгасира #10 запада 8–7     | Маэгасира #5 запада 6–9                          |
| 1991 | Маэгасира #10 востока 7–8                         | Маэгасира #12 востока 9–6         | Маэгасира #7 востока 8–7                        | Маэгасира #2 запада 7–8                           | Маэгасира #3 запада 11–4 ТВ★ | Комусуби #2 востока 7–8                          |
| 1992 | Маэгасира #1 запада 10–5 Т★                       | Комусуби #1 запада 0–10–5         | Маэгасира #7 запада 11–4 Т                      | Маэгасира #1 востока 4–9–2                        | Маэгасира #9 востока 8–7     | Маэгасира #4 запада 9–6                          |
| 1993 | Маэгасира #3 востока 10–5 Т                       | Комусуби #1 востока 14–1 ТВ       | Сэкивакэ #1 запада 10–5 В                       | Сэкивакэ #1 востока 13–2–P Т                      | Одзэки #1 запада 9–6         | Одзэки #1 запада 12–3                            |
| 1994 | Одзэки #1 востока 11–4                            | Одзэки #1 запада 3–4–8            | Одзэки #2 запада Пропустил из-за травмы 0–0–15  | Одзэки #2 запада 14–1                             | Одзэки #1 запада 12–3        | Одзэки #1 запада 8–7                             |
| 1995 | Одзэки #2 востока 12–3                            | Одзэки #1 запада 12–3             | Одзэки #1 запада 9–6                            | Одзэки #1 запада 11–4                             | Одзэки #1 запада 10–5        | Одзэки #1 запада 12–3–P                          |
| 1996 | Одзэки #1 востока 0–4–11                          | Одзэки #2 востока 12–3            | Одзэки #1 востока 12–3                          | Одзэки #1 востока 10–5                            | Одзэки #1 запада 11–4        | Одзэки #1 запада 11–4–P                          |
| 1997 | Одзэки #1 востока 14–1                            | Одзэки #1 востока 3–1–11          | Одзэки #2 востока Пропустил из-за травмы 0–0–15 | Одзэки #2 востока 8–7                             | Одзэки #2 востока 12–3       | Одзэки #2 востока 10–5                           |
| 1998 | Одзэки #2 востока 10–5                            | Одзэки #2 востока 14–1            | Одзэки #1 востока 12–3                          | Ёкодзуна #2 востока 10–5                          | Ёкодзуна #2 запада 12–3      | Ёкодзуна #1 запада 9–6                           |
| 1999 | Ёкодзуна #1 запада 13–2–P                         | Ёкодзуна #1 востока 5–5–5         | Ёкодзуна #1 запада 3–5–7                        | Ёкодзуна #2 востока Пропустил из-за травмы 0–0–15 | Ёкодзуна запада 7–8          | Ёкодзуна #2 запада Пропустил из-за травмы 0–0–15 |
| 2000 | Ёкодзуна #2 востока Пропустил из-за травмы 0–0–15 | Ёкодзуна #2 запада Отставка 2–4–0 | x                                               | x                                                 | x                            | x                                                |
| Результат приведен как победил-проиграл-снялся Победа Малый кубок Отставка Не выступал в макуути Специальные призы: Д=За боевой дух (Канто-сё); В=За выдающееся выступление (Сюкун-сё); Т=За техническое совершество (Гино-сё) Ещё показаны: ★=Кимбоси; P=Участие в дополнительном финале Лиги: Макуути — Дзюрё — Макусита — Сандаммэ — Дзёнидан — Дзёнокути Ранги макуути: Ёкодзуна — Одзэки — Сэкивакэ — Комусуби — Маэгасира |                                                   |                                   |                                                 |                                                   |                              |                                                  |